# Витка гречка берізкова
Витка́ гре́чка бер́ізкова (Fallopia convolvulus Á.Löve, синонім — Polygonum convolvulus L.) — трав'яниста рослина з роду витка гречка родини гречкових.

## Морфологічна характеристика
Однорічна рослина. Стебло висотою до 1 м, з короткими волосками, вигнуте, в'юнке, борознисте, червоне. Листя черешкове, округле або довгасто-яйцеподібне, загострене, біля основи серцеподібне або списоподібне, з дельтоподібними вушками. Квітки зібрані по 3 — 6 у пазушні пучки; оцвітина зелена з білими облямівками, зовнішні її частки з виступаючими тупими кілями. Плід — чорний матовий дрібногорбкуватий горішок. Цвіте в липні — жовтні. Плоди дозрівають у серпні — жовтні.

## Екологія
Росте на полях, галечниках, посеред чагарників, на сміттєвих місцях.

## Поширення

### Природний ареал
- Африка
  - Північна Африка: Алжир; Єгипет; Лівія; Марокко
- Помірна Азія
  - Кавказ: Вірменія; Азербайджан; Грузія; Росія — Дагестан, Передкавказзя
  - Китай — Аньхой, Ганьсу, Гуйчжоу, Хебей, Хейлунцзян, Хенань, Хубей, Цзянсу, Цзілінь, Ляонін, Внутрішня Монголія, Нінся, Цинхай, Шеньсі, Шаньдун, Шаньсі, Сичуань, Синьцзян, Тибетський автономний район, Юньнань
  - Східна Азія: Корея; Тайвань
  - Середня Азія: Казахстан; Киргизстан; Таджикистан; Туркменістан; Узбекистан
  - Монголія
  - Далекий Схід Росії — Камчатка, Примор'я, Сахалін
  - Сибір: Бурятія, Республіка Алтай, Тува, Саха, Алтайський край, Красноярськ, Читинська область, Іркутська область, Кемеровська область, Курганська область, Новосибірська область, Омська область, Томська область, Тюменська область
  - Західна Азія: Афганістан; Кіпр; Іран; Ізраїль; Йорданія; Ліван; Сирія; Туреччина
- Тропічна Азія
  - Індійський субконтинент: Бутан; Індія; Непал; Пакистан
- Європа
  - Східна Європа: Білорусь; Молдова; Росія — європейська частина; Україна
  - Середня Європа: Австрія; Бельгія; Чехія; Німеччина; Угорщина; Нідерланди; Польща; Словаччина; Швейцарія
  - Північна Європа: Данія; Фінляндія; Ірландія; Норвегія; Швеція; Велика Британія
  - Південно-Східна Європа: Албанія; Боснія і Герцеговина; Болгарія; Хорватія; Греція; Італія; Північна Македонія; Мальта; Чорногорія; Румунія; Сербія; Словенія
  - Південно-Західна Європа: Франція; Португалія; Іспанія

### Ареал натуралізації
- Африка
  - Макаронезія: Португалія — Азорські острови
  - Південна Африка: Лесото; Південно-Африканська Республіка
- Помірна Азія
  - Східна Азія: Японія
- Австралазія
  - Австралія
  - Нова Зеландія
- Північна Америка
  - Східна Канада: Квебек, Нова Шотландія, Онтаріо, Острів Принца Едуарда, Нью-Брансвік, Ньюфаундленд; Сен-П'єр і Мікелон
  - США — Іллінойс, Айова, Міннесота, Міссурі, Небраска, Північна Дакота, Оклахома, Південна Дакота, Вісконсин, Коннектикут, Індіана, Мен, Массачусетс, Мічиган, Нью-Гемпшир, Нью-Джерсі, Нью-Йорк, Огайо, Пенсільванія, Род-Айленд, Вермонт, Західна Вірджинія, Колорадо, Айдахо, Монтана, Орегон, Вашингтон, Вайомінг, Нью-Мексико, Техас, Алабама, Арканзас, Делавер, Флорида, Джорджія, Кентуккі, Луїзіана, Меріленд, Міссісіпі, Північна Кароліна, Південна Кароліна, Теннессі, Вірджинія, Округ Колумбія, Аризона, Каліфорнія, Невада, Юта
  - Субарктична Америка: Канада — Юкон; Ґренландія; Сполучені Штати Америки — Аляска
  - Західна Канада: Саскачеван, Альберта, Манітоба, Британська Колумбія
- Тихий океан
  - США — Гаваї
- Південна Америка
  - Бразилія; Аргентина; Чилі; Парагвай; Перу

Голарктичний вид. Зустрічається зазвичай по всій Україні.

## Хімічний склад
Рослина містить 0,025 % антрахинових глікозидів, 0,4 — 0,65 % кремнекислоти, алкалоїди, дубильні речовини; у корінні виявлений оксіметилантрахінон; у плодах — крохмаль, 13,3 % білкових речовин, 7 — 10 % клітковини; в листях і стеблах — рутин, фітостерин, глюкоза, фруктоза, солі органічних кислот, до 40 мг% каротина. Рослина в зеленому стані отруйна.

## Використання
Добре поїдається сільськогосподарськими тваринами, однак може викликати у них (в першу чергу у коней) отруєння. Насіння можуть бути кормом для свійської птиці, сурогатом крупи, але домішок їх до вівсу токсичний для коней.
У Західному Сибіру та на Далекому Сході плоди цього виду збирають, шеретують і одержують крупу, що її вживають як гречану.
Бур'ян, що засмічує хлібні та городні посіви.
З рослини можна отримати кремову, жовту, зелену, коричневу та чорну фарби. Медонос.

## Галерея

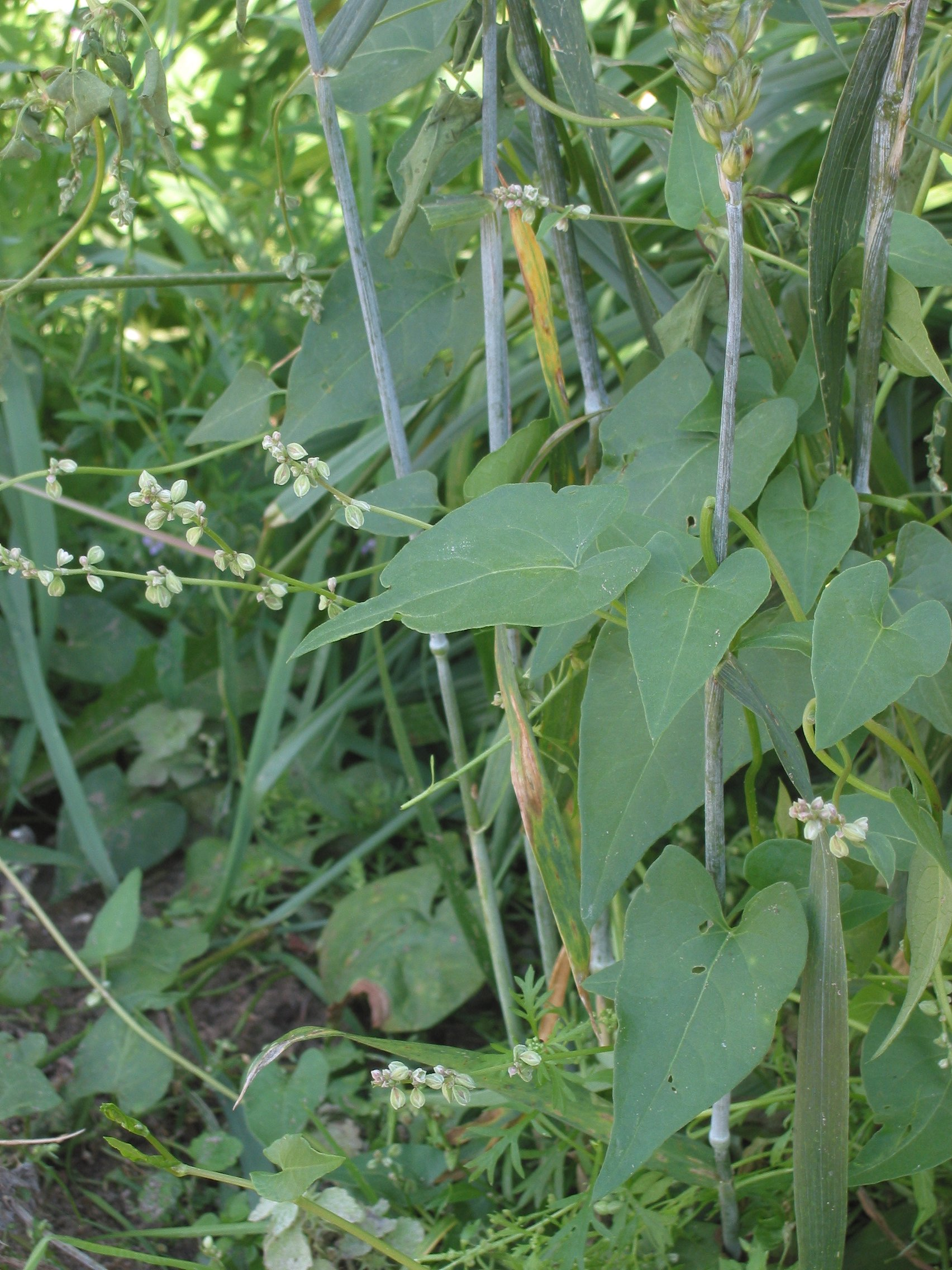
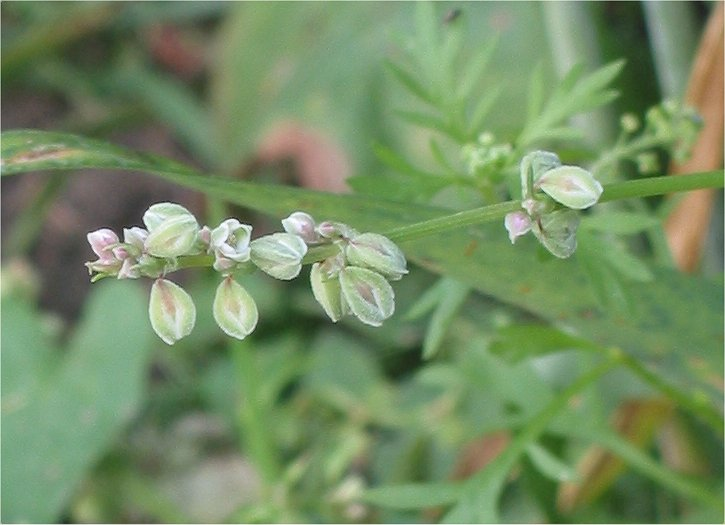
Квітки Fallopia convolvulus
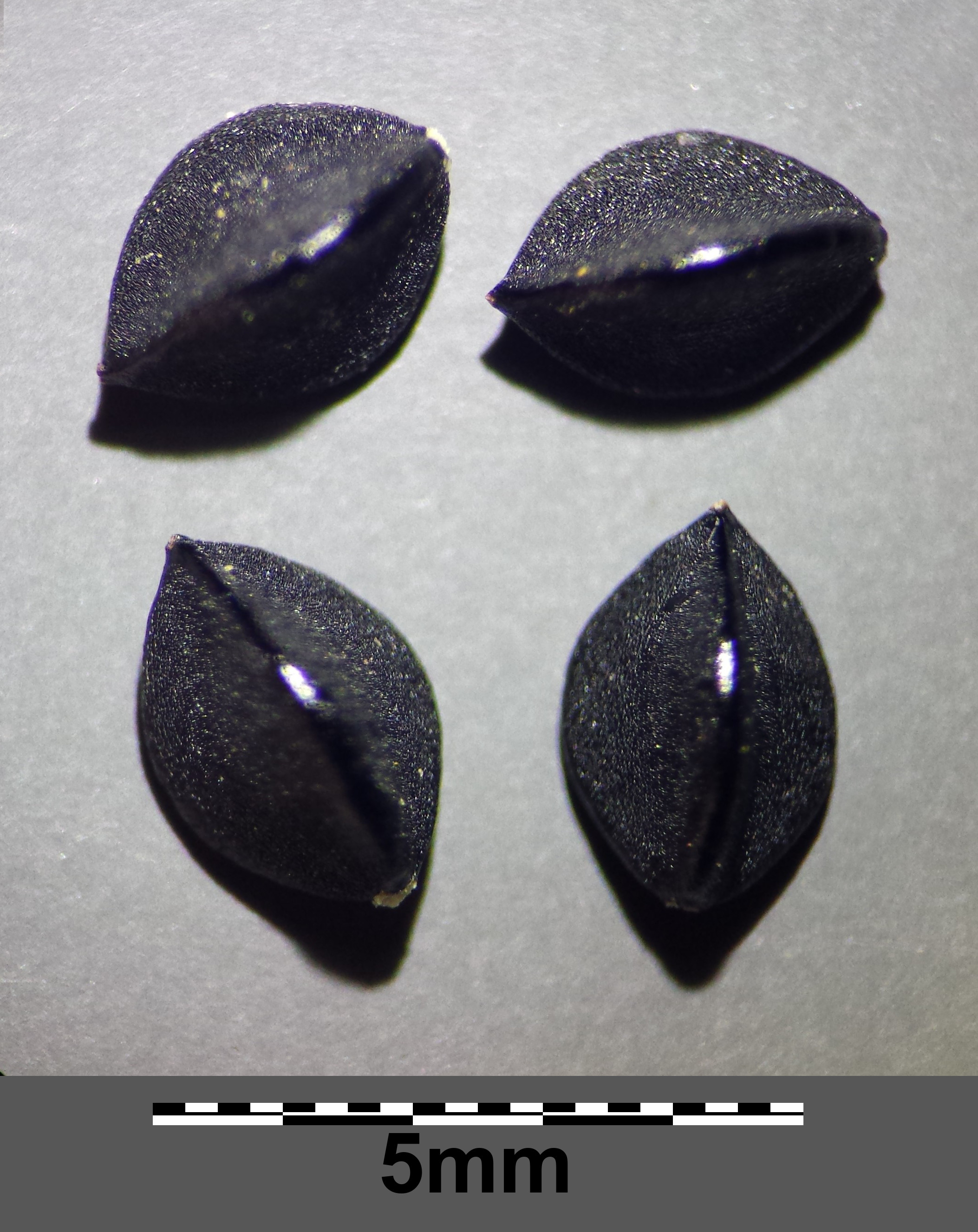
Насіння